# Cobitis punctilineata
Cobitis punctilineata és una espècie de peix de la família dels cobítids i de l'ordre dels cipriniformes.

## Morfologia
- Les femelles poden assolir 10 cm de llargària total.[4]

## Reproducció
És ovípar.

## Hàbitat
Viu en zones de clima subtropical.

## Distribució geogràfica
Es troba a Grècia.